# Myrcia laevis
Myrcia laevis är en myrtenväxtart som beskrevs av George Don jr. Myrcia laevis ingår i släktet Myrcia och familjen myrtenväxter. Inga underarter finns listade i Catalogue of Life.